# Give Me the Future
Give Me the Future è il quarto album in studio del gruppo musicale britannico Bastille, pubblicato il 4 Febbraio 2022 dalla EMI Records. È stato prodotto da Ryan Tedder, mentre le tracce sono state scritte da Dan Smith, con la collaborazione di Rami Yacoub per tre tracce.  L'album è stato preceduto dai singoli Distorted Light Beam, Give Me the Future, Thelma + Louise e No Bad Days. Un quinto singolo intitolato Shut Off the Lights è stato pubblicato quasi tre settimane prima della pubblicazione dell'album. Una versione Deluxe dell'album è stata pubblicata il 7 Febbraio 2022 e include il singolo Survivin dal loro EP Goosebumps del 2020, oltre ad un nuovo interludio, una versione remix di Shut Off The Lights e ad un brano inedito. I Bastille andranno in tour nel Regno Unito e in Europa da aprile 2022 per promuovere l'album.

## Antefatti
Give Me the Future è descritto dallo stesso Dan Smith come l'idea dell'album sia nata prima dell'avvento della Pandemia di COVID-19 ma che, il lock down, abbia fatto emergere gli eccessi del vivere una vita mediata da internet, in cui non si ha mai la certezza di sia effettivamente reale.

## Tracce
1. Distorted Light Beam – 2:57
2. Thelma + Louise – 2:17
3. No Bad Days – 3:05
4. Brave New World (Interlude) – 0:27
5. Back To The Future – 2:53
6. Plug In… – 2:40
7. Promises (by Riz Ahmed) – 1:25
8. Shut Off The Lights – 3:07
9. Stay Awake? – 3:07
10. Give Me The Future – 3:39
11. Club 57 – 3:12
12. Total Dissociation (Interlude) – 0:43
13. Future Holds (feat. BIM) – 2:43

Tracce bonus della edizione deluxe
1. Back To The Innerverse (Interlude) – 0:20
2. Real Life – 2:20
3. Survivin' – 2:52
4. Shut Off The Lights (Spinall remix) – 3:05

## Classifiche
| Classifica (2022) | Posizione massima |
| ----------------- | ----------------- |
| Australia         | 69                |
| Austria           | 30                |
| Belgio (Fiandre)  | 15                |
| Belgio (Vallonia) | 53                |
| Germania          | 15                |
| Irlanda           | 96                |
| Paesi Bassi       | 10                |
| Regno Unito       | 1                 |
| Stati Uniti       | 110               |
| Svizzera          | 28                |